# Norellisoma japonicum
Norellisoma japonicum är en tvåvingeart som beskrevs av Hironaga och Masayoshi Suwa 2005. Norellisoma japonicum ingår i släktet Norellisoma och familjen kolvflugor. Inga underarter finns listade i Catalogue of Life.